# Mark Forest
Mark Forest (născut ca Lou Degni, n. 6 ianuarie 1933, New York City, New York, SUA – d. 7 ianuarie 2022, Los Angeles, California, SUA) a fost un actor american.

## Biografie
A jucat într-o serie de filme italiene peplum în anii 1960, inclusiv rolul lui Maciste de  câteva ori.

## Filmografie
- Goliath and the Dragon (1960)
- Son of Samson (1960)
- Mole Men Against the Son of Hercules (1961)
- Colossus of the Arena (1962)
- Goliath and the Sins of Babylon (1963)
- Hercules Against the Mongols (1963)
- Hercules Against the Barbarians (1964)
- The Lion of Thebes (1964)
- Hercules Against the Sons of the Sun (1964)
- The Magnificent Gladiator (1964)
- Kindar the Invulnerable (1965)